# GlobalFoundries
GlobalFoundries（グローバルファウンドリーズ）は、アメリカ合衆国の半導体製造企業である。
ファウンドリとしてはTSMC、Samsungに次いで世界第3位。本社をカリフォルニア州サニーベールに置く。AMDとアブダビ首長国の投資機関ムバダラ投資会社が出資する合弁企業である。組織構成はAMDから分社化された半導体製造部門と、2010年1月13日に合併したチャータード・セミコンダクターと、2014年10月に買収した元IBMの半導体事業から成る。
なお日本におけるカタカナ表記は「グローバルファウンドリーズ」や「グローバルファウンダリーズ」など。

## 沿革
- 2008年10月7日 - AMDが半導体製造部門を分社化し「The Foundry Company」を発足。
- 2009年
  - 3月4日 - ATIC（英語版）からの投資を受け「GlobalFoundries（グローバルファウンドリーズ）」として正式に設立された。株式は、AMDが34.2％、ATICが65.8％を所有する。ATICはアラブ首長国連邦のアブダビ首長国が所有する投資会社。
  - 6月15日 - VLSI technologyシンポジウム2009において、高誘電率 (high-k) ゲート絶縁膜、およびメタル・ゲート (HKMG) 構造を持つトランジスタを22 nmプロセス以降に微細化できる技術を開発したと発表。同技術はIBMとの提携により開発、製造が行われるとされている[1]。
  - 7月29日 - スイスを拠点とするSTマイクロエレクトロニクス社との契約が成立したことを発表。40 nmプロセスの省電力チップ製造を委託された。GlobalFoundriesにとってAMD以外の企業との契約はSTマイクロエレクトロニクスが初となる[2]。
  - 9月7日 - シンガポールに本社を置く世界第3位のファウンドリであるチャータード・セミコンダクター社の全株式をATICが買収することを発表。買収総額は56億シンガポールドル（約3640億円）。
  - 10月14日 - プロセッサー設計大手の英ARM社との提携、ライセンス契約を発表した。これによりARMアーキテクチャに基づくプロセッサの設計、およびSoC（システム・オン・チップ）製造技術のライセンス契約を結ぶこととなり同技術によるプロセッサの設計、製造が可能となる。また、ARM社から28 nmプロセスに基づくARM Cortex-A9プロセッサの製造を委託されており、2011年より生産を開始するとしている[3]。
- 2010年
  - 1月7日 - デジタル・ワイヤレス通信大手クアルコムと技術開発及び半導体製造において提携することを発表。CDMA2000、W-CDMA、4G/LTEセルラー向け半導体製品を45 nmおよび28 nmプロセスで製造する[4]。
  - 1月13日 - チャータード・セミコンダクター社との合併が正式に完了したことを発表。GlobalFoundriesが存続会社となり、合併後も名称に変更は無い。この買収により、合併後の年間収益は約25億ドルを超え世界第2位のファウンドリとなり、半導体製造拠点は8拠点を擁する。
  - 6月8日 - ATICからの投資を受け傘下のFabを拡張することを発表した。独ドレスデンのFab 1、シンガポールのFab 7、米ニューヨークに建設中のFab 8（旧Fab 2）をそれぞれ拡張。300 mmウェハの製造能力はFab 1が80,000 wspm（フルランプ時）、Fab 8は完成時に28 nm、22 nm、20 nmプロセスにおいて60,000wspm。チャータード・セミコンダクターとの合併により引き継いだFab 7は順調に拡張が進んでおり、これまでの130 nm、90 nmに加え拡張によって65 nm、45 nm、40 nmプロセスの製造が可能になるとされ、製造能力は50,000wspmとなる[5]。
  - 9月21日 - 大手半導体メーカーであるNVIDIA社との契約が成立したことを発表した[6]。NVIDIA社は、株主であるAMD社とグラフィックスチップにおいて競合企業とされている。
- 2011年1月25日 - 都内の記者会見において、28 nmプロセスによるCPU製品を2011年第2四半期にテストでのテープアウトを行なうことを発表。また、32 nmプロセスによるCPU製品は2011年に量産体制に入ることを発表した[7]。
- 2012年9月、14nm FinFETプロセスである14XMプロセスの開発を表明[8]。28nmプロセスの立ち上げ時点で競合他社に遅れを取っていたGFは、2013年立ち上げ予定の20nmプロセスをスキップし、2014年立ち上げ予定の14nmプロセスの開発を行うことにしたが、最終的に14nmプロセスの自力開発に失敗。
- 2014年10月21日 - IBMの半導体事業を取得することを発表。IBMは2017年まで15億ドルを支払い、ニューヨーク州とバーモント州の製造拠点をグローバルファウンドリーズへ引き継ぐ予定[9]。
- 2016年、サムスンより14nmプロセスの技術移転を受け、14LPP FinFETプロセスを構築[10]。2018年にはサムスン14nm 14LPPプロセスをベースとした12nm 12LPノードを構築。しかし10nm以降はIBMの技術を元に自力開発することを表明し、競合他社をキャッチアップするために10nmをスキップして7nmの開発を行っていた。
- 2018年8月27日 - 同年中に量産開始予定だった7 nmプロセスの開発の無期限延期を発表[11]。5 nmプロセスや3 nmプロセスの開発も停止。これにより最先端プロセスの開発競争から脱落する事になった（最先端プロセスはTSMC、サムスン、インテルの3社に絞られた）。同時にASIC事業部を独立会社として本体から切り離すことを発表。
- 2019年
  - 1月29日、AMDとの契約を更改。GFは2021年までAMDに12nmプロセスのウェハを供給する。
  - 5月20日、IBMの半導体部門に由来するASIC部門のAvera Semiconductorをマーベルに売却[12]。
- 2020年2月、業界初となる組み込み用不揮発性メモリeMRAMの生産を開始した[13]。
- 2021年、AMDとの契約を更改[14]。GFは2024年までAMDにウェハを供給する。2020年よりAMDがCPUでGF 12nm LPプロセスに代わってTSMC 7nmプロセスを採用したため、AMDはGFを切るとの観測が流れていたが、チップセットに関してはしばらくGF 14nmプロセスを使い続けるとみられている。

## 事業内容

### 顧客
主要顧客はファブライトまたはファブレス企業で、主な顧客企業のAMD、IBM、クアルコム、STマイクロエレクトロニクス、東芝、マイクロソフト、アジレント・テクノロジー、リコー、エリクソン、コネクサント、ブロードコム、マーベル・テクノロジー・グループ、ルネサス エレクトロニクス、アバゴ・テクノロジーなど約150社の顧客に向けた半導体製造、及び製造技術開発を行っている。チャータード・セミコンダクターとの合併前は主にAMD (ATI) 社のCPU、GPU、チップセットを製造していた。
なお同社はIBMを中心に東芝、ルネサス エレクトロニクス、サムスン電子、インフィニオン・テクノロジーズ、フリースケール・セミコンダクタ、STマイクロエレクトロニクス、AMDによって構成される半導体製造における共通プラットフォーム・アライアンス (Common Platform alliance) に参画している。また、これら参画メーカーの半導体製品の製造を受託している。

### 製品
製品としてはSOI (Silicon On Insulator) ウエハープロセスをマイクロプロセッサ向けに受注する。汎用プロセッサ、低消費電力プロセッサ向けにはバルクSi（シリコン）ウエハーを利用した高性能論理LSIの製造も受注する。
チャータード・セミコンダクター社との合併により、製品ラインナップにはASIC製品をはじめ、SRAM、ROM、0.35 μm - 0.18 μmなどのバルクCMOSやプログラマブルロジックデバイス、チャータードが最も強みとしたミックスドシグナルICなど、最先端ロジックも含めた幅広い製造ラインナップが揃う。
150 mm、200 mmウェハを利用したMEMS製品のラインナップをもつ。また、技術提携による開発にも力を入れており、ARM社との提携のもと世界初28 nmプロセスのCortex-A9コアをテープアウトさせた。
同社半導体製品の電子設計自動化を目的としたEDAツールは、メンター・グラフィックス、シノプシス、ケイデンス・デザイン・システムズ、マグマ・デザイン・オートメーション社などが提供している。
集積回路の製造で使われるフォトマスクは、大日本印刷 (DNP)、凸版印刷、HOYAの半導体フォトマスク製品を用いている。

### 開発・製造拠点
半導体製品の製造はAMD社から引き継いだドイツザクセン州のドレスデン工場Fab 1、シンガポールのFab 2からFab 7で行っている。ドレスデン工場Fab 1では、300 mmのSOIウエハーに対応した22 nm世代の製造ラインが稼働しており、ウエハー処理能力は2万5000枚/月とされている。さらに同工場では、300 mmのバルク・ウエハーに対応した12 nm世代の製造ラインも構築しており、ウエハー処理能力はフル操業時に2万5000枚/月を予定している。
チャータード・セミコンダクター社との合併により3カ国12拠点を擁し、社員は11000名超となる。シンガポールの200 mmウエハーを製造する5つの工場をそれぞれFab 2からFab 6として、300 mmウエハーを製造する1つの工場をFab 7としている。これらのFabには、かつての日立セミコンダクタシンガポール工場も含まれる。
2012年、生産体制の拡充に向けて米ニューヨーク州マルタにFab 8を建設した。2017年2月現在、Fab 8は14 nmのCMOSプロセス技術に対応し、300 mmウエハー処理能力は3万5000枚/月。さらに、Fab 7においても300 mmウエハーの生産ラインの増設を開始している。
日本における拠点はグローバルファウンドリーズ・ジャパン株式会社（チャータード・セミコンダクター・ジャパンから社名変更）である。